# Gavin McInnes
Gavin McInnes (/məˈkɪnɪs/; sinh năm 1970) là một nhà văn và nhà bình luận chính trị cực hữu người Canada. Ông cũng có quốc tịch Anh Quốc. Ông là người sáng lập Vice Media và tạp chí Vice, và người dẫn chương trình Get Off My Lawn chiếu trên Conservative Review Television. Ông là người đống góp cho Taki's Magazine và trước đó là The Rebel Media, cũng như là khách mời trên Fox News và TheBlaze.